# Marcel Nguyễn Tân Văn
Marcel Nguyễn Tân Văn (Ngăm Giáo, 15 marzo 1928 – Yên Bình, 10 luglio 1959) è stato un religioso vietnamita.

## Biografia
Morì in prigione a Yên Bình, paese dove trovò la morte cruenta Théophane Vénard (1829-1861). Quest'ultimo fu il più caro amico del 33° dottore della chiesa Teresa di Lisieux. Ed è infatti nell'attuale Vietnam che lei sarebbe voluta andare a prendere il posto  del suo caro amico, se la tubercolosi non glielo avesse impedito.
Marcel Nguyễn ha avuto varie apparizioni della Santa di Lisieux e vari colloqui con la stessa.

In uno di questi colloqui Teresa gli comunicò che non sarebbe mai diventato prete: questo lo rattristò molto e per tutta risposta le disse che se almeno avesse potuto divenire donna avrebbe potuto diventare almeno carmelitana. Al sentire questa sua reazione, Teresa, come lui stesso racconta, non poté trattenersi dalle risate.

## Martire dell'olocausto staliniano
Appartenente all'ordine dei redentoristi, dopo essere passato attraverso l'esperienza dei campi di concentramento comunisti morirà nel 1959.

La sua causa di beatificazione è attualmente in corso dal 1997.

Marcel Nguyễn oltre a essere uno tra i più famosi tra i tanti discepoli della mistica carmelitana, viene anche designato con il soprannome di "il segretario di Santa Teresa di Lisieux".